# Tornjak
Tornjaker en hunderace fra Bosnien-Hercegovina og Kroatien. Det er en hyrdehund. Hunde med dette navn er ikke nævnt i dokumenter fra 1067 og 1374.[kilde mangler]

## Raceforbud
Racen er forbudt at besidde og avle i Danmark. Ydermere er det forbudt at besidde og avle krydsninger, hvori racen indgår.
Den 1. juli 2010 blev den nuværende hundelov vedtaget i det danske Folketing, hvor racen tornjak blev inkluderet i listen over forbudte hunde, der således blev ulovliggjort. Dog eksisterer der en såkaldt overgangsordning for hundeejere, som allerede på tidspunktet for vedtagelse af hundeforbuddet var i besiddelse af hunderacen tornjak, - læs mere om overgangsordningen i artiklen Forbudte hunderacer.

## Udstillingsforbud
Justitsministeriet har meddelt Dansk Kennelklub (DKK), at det ikke er tilladt at udstille forbudte hunderacer uden mundkurv. DKK har derpå valgt, at tornjak ikke kan udstilles.